# Internationale finansielle system
Det internationale finansielle system omfatter de aftaler, anbefalinger og standarder, der styrer internationale pengestrømme i form af lån og investeringer, betaling for varer og tjenesteydelser, samt renter og udbytter.  Centrale aktører er Den Internationale Valutafond (IMF), Basel-Komiteen (Basel Committee on Banking Supervision) og Rådet for Finansiel Stabilitet (Financial Stability Board), der sammen med de enkelte landes centralbanker og finanstilsyn overvåger og styrker stabiliteten af de finansielle markeder. 
Udtrykket blev anvendt (introduceret?), da Basel-Komiteen blev oprettet i 1974 med det formål at styrke det internationale finansielle systems stabilitet . Udtrykket anvendes også i konklusionerne fra Det europæiske Råds møde i Köln, den 3. og 4. juni 1999, i afsnittet Forbedring af det internationale finansielle systems effektivitet:
27. Det Europæiske Råd hilser Rådets rapport om forbedringer af det internationale finansielle system velkommen og opfordrer medlemsstaterne til at arbejde tæt sammen om gennemførelsen af forslagene i praksis. Det Europæiske Råd tillægger det særlig betydning, at den private sektor i højere grad inddrages i bestræbelserne på at forebygge og løse finansielle kriser. I denne forbindelse påpeger det nødvendigheden af at forstærke arbejdet med at fastlægge mere effektive regler for den private sektors deltagelse i afholdelsen af omkostningerne ved turbulens på finansmarkederne. Endvidere støtter Det Europæiske Råd bestræbelserne på at tilrettelægge tilsynet med finansmarkederne mere effektivt, navnlig i de nyindustrialiserede lande, et tilsyn, der også bør udvides til at omfatte finansielle institutioner med en høj risiko/egenkapital-ratio samt offshore-finanscentre. Det Europæiske Råd hilser oprettelsen af forummet for finansmarkedstilsyn velkommen som et vigtigt skridt i denne retning. Det Europæiske Råd understreger, at de tilstræbte forbedringer af det internationale finansielle systems effektivitet alle skal ske inden for rammerne af de eksisterende Bretton Woods-institutioner, og det betoner Den Internationale Valutafonds centrale rolle.